# Фомкино (Смоленская область, деревня)
Фомкино — деревня в Вяземском районе Смоленской области России. Входит в состав Новосельского сельского поселения. Население — 12 жителей (2007). 
Расположена в восточной части области в 7 км к северо-востоку от Вязьмы, в 3 км восточнее автодороги Р134 «Старая Смоленская дорога» Смоленск — Дорогобуж — Вязьма — Зубцов, на берегу реки Рощечка. В 2 км севернее деревни расположена железнодорожная станция Фомкино на линии Вязьма — Ржев. 

## История
В годы Великой Отечественной войны деревня была оккупирована гитлеровскими войсками в октябре 1941 года, освобождена в марте 1943 года. 